# Goździeniec okółkowy
Goździeniec okółkowy (Illecebrum verticillatum L.) – gatunek rośliny należący do rodziny goździkowatych. Reprezentuje monotypowy rodzaj goździeniec Illecebrum.  Rośnie w miejscach okresowo wilgotnych w dolinach cieków, na przydrożach i ugorach. W uprawach uważany za chwast.

## Rozmieszczenie geograficzne
Występuje w zachodniej, środkowej i południowej Europie, w północno-zachodniej Afryce i na wyspach Makaronezji. W Polsce spotykany rzadko w południowej części nizin.

## Morfologia

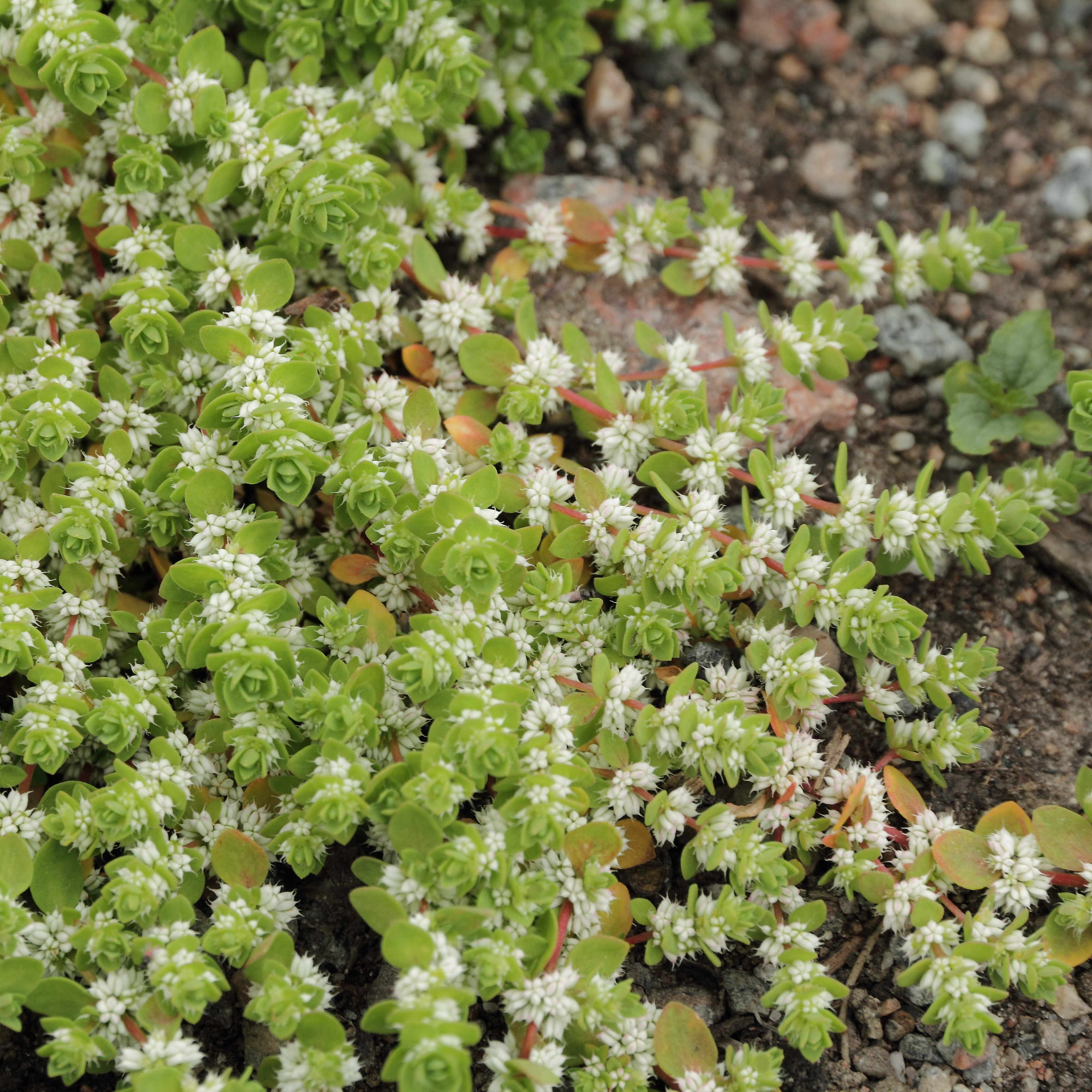
Pokrój

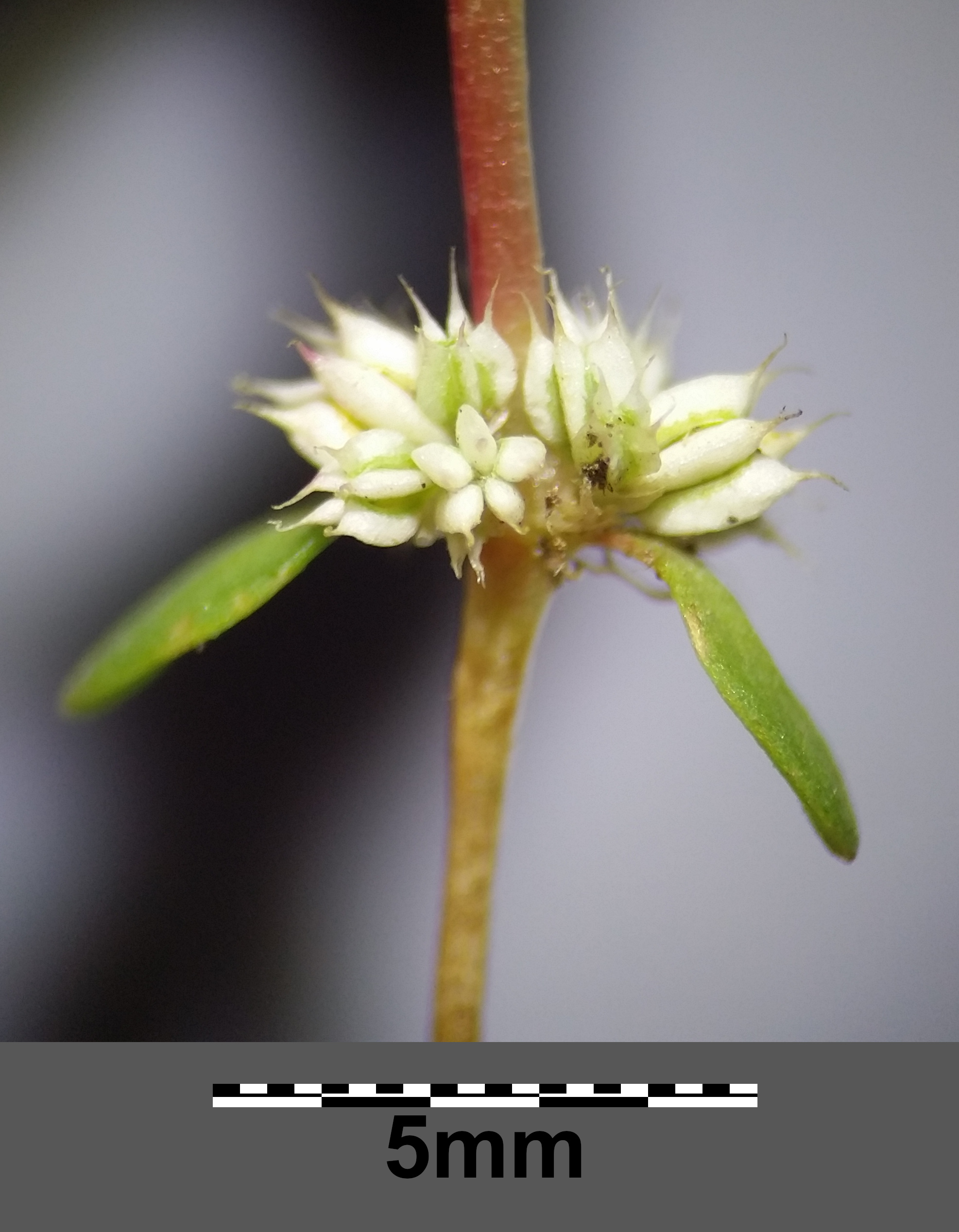
Kwiatostan

PokrójNaga roślina zielna. Łodygi liczne, rozesłane, czterograniaste, wiotkie – osiągają do 2 mm średnicy i od kilku do 30 cm długości. U nasady często czerwono nabiegłe. Międzywęźla dłuższe u nasady łodygi i coraz bardziej skrócone w części szczytowej.
LiścieNaprzeciwległe lub pozornie okółkowe. Dolne liście oddalone, górne - zagęszczone. U nasady z błoniastymi przylistkami o długości 1 mm. Blaszka liści odwrotnie jajowata do jajowatej, tępa na końcu, do 5 mm długa i do 3 mm szeroka.
KwiatyDrobne, białe, krótkoszypułkowe, zebrane w 4-6-kwiatowe wierzchotki w kątach liści. Działki kielicha nabrzmiałe, łódeczkowate i trwałe. Płatki korony nitkowate i krótsze od działek. Pręcików 5, słupek z krótką szyjką.
OwoceTorebki podługowate lub owalne, otwierające się 10 (czasem 5) klapami, zawierające pojedyncze nasiono. Nasiona brązowe, błyszczące, osiągające od 0,5 do 0,8 mm długości.

## Biologia i ekologia
Roślina jednoroczna lub dwuletnia. Rośnie w miejscach piaszczystych wilgotnych. Kwitnie od lipca do października. Gatunek charakterystyczny zespołu Spergulario-Illecebretum verticillati.

## Systematyka
Synonimy taksonomiczne
Bergeretia Bubani, Corrigiola O. Kuntze, Serpillaria Heist. ex Fabr.
Homonimy taksonomiczne
Illecebrum K. P. J. Sprengel = Alternanthera Forsskål
Gatunek i rodzaj zaliczane są do plemienia Paronychieae Dumortier zajmującego pozycję blisko bazalnej w obrębie rodziny goździkowatych Caryophyllaceae.

## Zagrożenia i ochrona
Roślina umieszczona na Czerwonej listy roślin i grzybów Polski (2006, 2016) pośród gatunków narażonych na wyginięcie (kategoria zagrożenia VU).